# Unguja
Unguja (ponekad zvan i otok Zanzibar) je najveći otok Zanzibarskog otočja u državi Tanzaniji, na čijoj se zapadnoj obali nalazi najveći i glavni grad dijela države Tanzanije Zanzibara, grad Zanzibar City. 
Unguja je od Afrike odvojena Zanzibarskim kanalom, dok je od drugog po veličini otoka otočja Pembe, odvojena s 48 km otvorenog mora.